# Ferdinand von Prondzynski (Militär)
Conrad Wilhelm Ferdinand von Prondzynski (auch: Prondzinski, * 26. November 1804 in Graudenz; † 26. Februar 1871 in Berlin-Köpenick) war preußischer General der Infanterie und zuletzt Gouverneur der Festung Koblenz und Ehrenbreitstein. Als Premierleutnant verfasste er eine zweibändige Theorie des Krieges.

## Leben

### Herkunft
Seine Eltern waren der Leutnant a. D. und Herr auf Schwierse bei Oels Johann Georg Maximilian von Prondczynski (* 18. Februar 1773; † 1828) und dessen Ehefrau Wilhelmine Luise von Wittich (* 29. Februar 1768; † 1833). Sein Vater war Leutnant a. D. und Herr auf Schwierse bei Oels.

### Werdegang
Er ging am 3. August 1816 als Kadett nach Kulm und kam am 4. Juni 1818 als Kadett nach Berlin. Anschließend wurde er am 28. Juli 1821 als Secondeleutnant in das 19. Infanterie-Regiment. Von dort war er von 1824 bis 1827 an die Allgemeine Kriegsschule abkommandiert. Nach seiner Rückkehr war er von 1828  bis 1833 Bataillonsadjutant, in der Zeit war er von 1829 bis 1830 auch Lehrer an der Divisionsschule der 10. Division. Nach seiner Rückkehr wurde er am 26. Oktober 1833 in das 15. Infanterie-Regiment aggregiert. Von 1837 bis 1840 war er an das Topographische Büro abkommandiert und in der Zeit am 30. März 1838 als Premier-Lieutenant in das 17. Infanterie-Regiment versetzt. Er wurde am 19. Februar 1842 als Adjutant in die 6. Landwehr-Brigade versetzt und ab 1843 auch als Lehrer an der Vereinigten Artillerie- und Ingenieurschule in Berlin eingesetzt. Dazu wurde er am 30. März 1844 unter Belassung seiner Stellung als Hauptmann mit Patent zum 30. April 1840 in das 20. Infanterie-Regiment aggregiert. Am 22. März 1847 wurde er dann Kompaniechef im 7. Infanterie-Regiment. Während der Unruhen in Posen im Jahr 1848 kämpfte er im Gefecht bei Lions. Am 9. November 1849 wurde er als Major in das 7. Landwehr-Regiment versetzt, wo er Kommandeur des II. Bataillons in Jauer wurde. Dort wurde er am 13. Juli 1854 zum Oberstleutnant befördert und am 10. Mai 1855 in das 23. Infanterie-Regiment versetzt, wo er Kommandeur des Füsilier-Bataillons wurde. Am 15. Juni 1857 wurde er als Kommandeur in das 21. Infanterie-Regiment versetzt, dort wurde er am 22. Mai 1858 zum Oberst befördert. Am 3. Oktober 1859 wurde er mit dem Roten Adlerorden 3. Klasse mit Schleife ausgezeichnet und am 23. August 1860 als Kommandeur in die 9. Infanterie-Brigade versetzt, dazu wurde à la suite des 21. Infanterie-Regiments gestellt. Er wurde dort am 18. Oktober 1861 zum Generalmajor befördert und am 18. Januar 1863 mit dem Roten Adlerorden 2. Klasse mit Eichenlaub ausgezeichnet.
Am 29. Januar 1863 kam er als Kommandant in die Festung Luxemburg und wurde mit der Führung der Besatzungsbrigade dort beauftragt. Er blieb dort bis zum 25. Juni 1865 als er, zum Generalleutnant befördert, Kommandeur der 12. Division wurde. Er erhielt am 11. März 1865 das Groß-Offizierskreuz der luxemburgischen Eichenkrone und dazu am 19. Januar 1866 den Stern zum Roten Adlerorden.
Während des Deutschen Krieges nahm er an der Schlacht bei Königgrätz und der Einschließung von Josefstadt teil. Dafür erhielt er am 20. September 1866 den Pour le Mérite. Anschließend wurde er am 18. Mai 1867 zum Gouverneur der Festung Koblenz und Ehrenbreitstein ernannt. Am 10. September 1867 wurde er mit dem türkischen Medschidje-Orden 1. Klasse und am 23. August 1869 mit dem Roten Adlerorden 1. Klasse mit Eichenlaub ausgezeichnet. Er wurde am 5. Juni 1870 mit Pension zur Disposition gestellt, dazu erhielt er den Charakter eines Generals der Infanterie. Am 17. Juni 1870 bekam er nochmal 1000 Taler, um die Ausgaben im Zusammenhang mit seinem Ausscheiden zu bestreiten. Er starb am 26. Februar 1871 in Berlin-Köpenick.

### Familie
Er heiratete Marie Rosalie von Courbiere (1815–1901), Tochter von Charles Andrexandre de l’Homme de Courbière (1782–1867) und Charlotte von Contrad. Das Paar hatte 11 Kinder, darunter:
- Leo Constans Alexander (* 29. Juni 1837; † 7. Januar 1914) Generaldirektor der Schlesischen Portland-ZementIndustrie AG. ⚭ Sophie von Donat (* 26. November 1842; † 30. Juli 1921)
- Wilhelmine Dierschke (* 3. Dezember 1838; † 1. Februar 1909), Schriftstellerin  ⚭ Alfred Dierschke († Oktober 1896)
- August Rudolf Bogislav (* 28. August 1840; † 14. August 1870) gefallen bei Metz ⚭ Paula von Carlowitz (* 24. Dezember 1841; † 4. April 1872)[2]
- Felix (* 12. Juli 1843; † 28. Juni 1866) bei Skalitz[3]
- Josef Maria Ignaz René (* 1. Februar 1845; † 21. November 1901)
- Marie (1847–1847)
- Antoinette (1848–1848)
- Stephan (1849–1850)
- Victor Hermann (* 21. April 1851; † 16. Januar 1871)
- Anna (* 6. Januar 1856; † 21. November 1936), Mater Carola, stellvertretende Oberin der Orientmission in Alexandria
- Ferdinand Stephan Maria (* 3. August 1857; † 8. Februar 1935)[4], Vorstandsvorsitzender der schlesischen Portland-ZementIndustrie AG., Mitglied des preußischen Staatsrats ⚭ 1884 Anna Schylla (* 10. April 1863; † 2. Dezember 1946)

### Schriften
- Theorie des Krieges. Mit besonderer Berücksichtigung des Standpunktes eines Subaltern-Officiers. (2 Bände) Velhagen & Klasing, Bielefeld 1836; 2. erweiterte Auflage 1841, 1848[5].